# Zhang Daqian
Zhang Daqian (chinesisch 張大千 / 张大千, Pinyin Zhāng Dàqiān, W.-G. Chang Ta-Ch'ien; * 10. Mai 1899 in Neijiang, Sichuan, Chinesisches Kaiserreich; † 2. April 1983 in Taipeh, Republik China (Taiwan)) war einer der renommiertesten chinesischen Maler des 20. Jahrhunderts, der internationale Berühmtheit erlangte. Sein ursprünglicher Name war Zhang Zhengquan 張正權, später verwendete er Yuan 爰 und Jiyuan 季爰 als Vornamen, sowie mehrere weitere Künstlernamen.

## Leben
1917 folgte Zhang seinem älteren Bruder und ging nach Kyōto in Japan, wo er Zeichnen sowie das Drucken und Färben von Textilien erlernte. 1919 kehrte er nach Shanghai in China zurück. Er studierte bei Li Ruiqing Literatur, Kalligraphie und Malerei. Er war eine Zeit lang buddhistischer Mönch, sein Mönchsname war Daqian 大千, diesen Namen behielt er später bei. 1936 erhielt er eine Professur an der Kunstfakultät der Staatlichen Zentraluniversität (Zhongyang daxue) in Nanjing.
Anfangs studierte er die sogenannten Vier Mönche vom Anfang der Qing-Dynastie (Zhu Da, Yuan Ji, Kun Can und Hong Ren).
Zhang war sehr versiert in dem durch feine Pinselführung gekennzeichneten Gongbi-Stil (gongbi) der traditionellen chinesischen Malerei: ein Meister der Landschaftsmalerei (shanshui), der Blumen- und Vogelmalerei (huaniao) sowie der Figurenmalerei (renwu).
Während des Japanisch-Chinesischen Krieges studierte Zhang verschiedene Schulrichtungen der Malerei, er ging später nach Dunhuang und studierte dort drei Jahre lang die Malereien der Höhlenkammern (Mogao-Grotten, Yulin-Grotten, Westliche Tausend-Buddha-Grotten). Er hat seine künstlerischen Ausdrucksmittel über die Stile der Song-Dynastie, Yuan-Dynastie, Ming-Dynastie und Qing-Dynastie hinaus noch um die der Nördlichen Wei-Dynastie, Sui-Dynastie und Tang-Dynastie erweitert.
Zhang lebte später in Hongkong, Indien, Argentinien und Brasilien. Seit 1972 lebte er in den USA. Nach 1978 lebte er in Taipeh, Taiwan, wo er 1983 verstarb. 
Die Tochter des Malers klagte gegen einen neueren Fernsehfilm über den Künstler „mit seinen sieben Frauen“.
Bildbände mit Malereien und Kalligraphien Zhangs erschienen unter den Titeln: Zhang Daqian huace (张大千画册) und Zhang Daqian shuhua ji (张大千书画集). Seine Werke werden im heutigen China sehr hoch geschätzt. So erzielte im Mai 2011 in Hongkong sein Bild Lotus and Mandarin Ducks den Rekordpreis von 191 Mio. HK$, das waren ca. 19 Millionen €.
Arbeiten von Zhang Daqian befinden sich im Guangzhou Museum of Art.

### Nachschlagewerke
- Cihai. Shanghai: Shanghai cishu chubanshe 2002; ISBN 7-5326-0839-5
- Dunhuangxue da cidian [Großes Wörterbuch der Dunhuangologie]. Shanghai cishu chubanshe 1998[10]